# Zhoutie (köpinghuvudort i Kina, Jiangsu Sheng, lat 31,44, long 120,00)
Zhoutie (kinesiska: 周铁, 周铁镇) är en köpinghuvudort i Kina. Den ligger i provinsen Jiangsu, i den östra delen av landet, omkring 130 kilometer sydost om provinshuvudstaden Nanjing. Antalet invånare är 55 414. Befolkningen består av 27 187 kvinnor och 28 227 män. Barn under 15 år utgör 8,0 %, vuxna 15-64 år 75 %, och äldre över 65 år 15,0 %.
Runt Zhoutie är det tätbefolkat, med 286 invånare per kvadratkilometer. Närmaste större samhälle är Yicheng, 18,7 km sydväst om Zhoutie. 
Genomsnittlig årsnederbörd är 1 613 millimeter. Den regnigaste månaden är augusti, med i genomsnitt 234 mm nederbörd, och den torraste är januari, med 55 mm nederbörd.